# Augusto Ferreira Ramos
Augusto Ferreira Ramos (Santo Antônio de Pádua, 1860 — Río de Janeiro, 28 de julio de 1939) fue un ingeniero brasileño, egresado de la Escuela Politécnica de São Paulo, fue quien ideó el teleférico del Pan de Azúcar. A él se le atribuye también un plan de valorización del café a partir de acuerdos logrados en el Convenio de Tabauté, un periodo de fuerte crecimiento y desarrollo de la economía brasileña. 
Fue padre de Teodoro Ramos, ingeniero y físico brasileño que participó en la creación de la Universidad de São Paulo. 
Un busto suyo se ubica en el Morro de Urca, obra del escultor Armando Schnoor.